# Penco
Penco és una ciutat de Xile de la regió del Bío-Bío. Amb 46.016 persones, la comuna té una superfície de 107,6 km² (datació del cens de 2002). Va ser fundada el 1842.